# Древолазы (род)
Древолазы (лат. Dendrobates) — род бесхвостых земноводных из семейства древолазов (Dendrobatidae), обитающий в Центральной и Южной Америке. Когда-то он включал множество видов, но большинство из них были выделены в другие роды, такие как Adelphobates, Ameerega, Andinobates, Epipedobates, Excidobates, Oophaga, Phyllobates и Ranitomeya (по сути, все ярко окрашенные древолазы за исключением более тусклых родов семейства, таких как Colostethus и Hyloxalus), оставив только пять крупных и средних видов в роде Dendrobates. Все остальные роды раньше объединялись с Dendrobates, поскольку ранее считалось, что все ярко окрашенные ядовитые древолазы произошли от общего предка, но с тех пор было доказано, что это неверно. У Dendrobates и Phyllobates развилась яркая окраска, унаследованная от общего предка, но не такая, как у других родов, перечисленных выше.
Накапливаются доказательства того, что Dendrobates получают токсин, обнаруженный на их коже, из своего рациона. Было обнаружено, что диетическая специализация развивалась в тандеме с заметной окраской в случае Dendrobates.
Родовое название Dendrobates происходит от древнегреческих слов δένδρον déndron — «дерево» и βάτης bátēs — «тот, кто ступает», что означает «лазающий по деревьям».
Dendrobates в основном живут на лесной подстилке. Они откладывают икру во влажную опавшую листву на лесной подстилке. Некоторые виды Dendrobates переносят вылупившихся головастиков на спине в полог тропического леса, чтобы они могли расти в заполненных водой розетках древесных бромелиевых, и кормят неоплодотворенными икринками.

## Классификация
На февраль 2023 в род включают 5 видов:
- Dendrobates auratus (Girard, 1855) — Красящий древолаз
- Dendrobates leucomelas Steindachner, 1864 — Священный древолаз
- Dendrobates nubeculosus Jungfer & Böhme, 2004
- Dendrobates tinctorius (Cuvier, 1797) — Пятнистый древолаз
- Dendrobates truncatus (Cope, 1861) — Желтополосый древолаз